# Rio Iruí
Le rio Iruí est un cours d'eau brésilien de l’État du Rio Grande do Sul. 